# Liste der Botschafter der Vereinigten Staaten im Südsudan

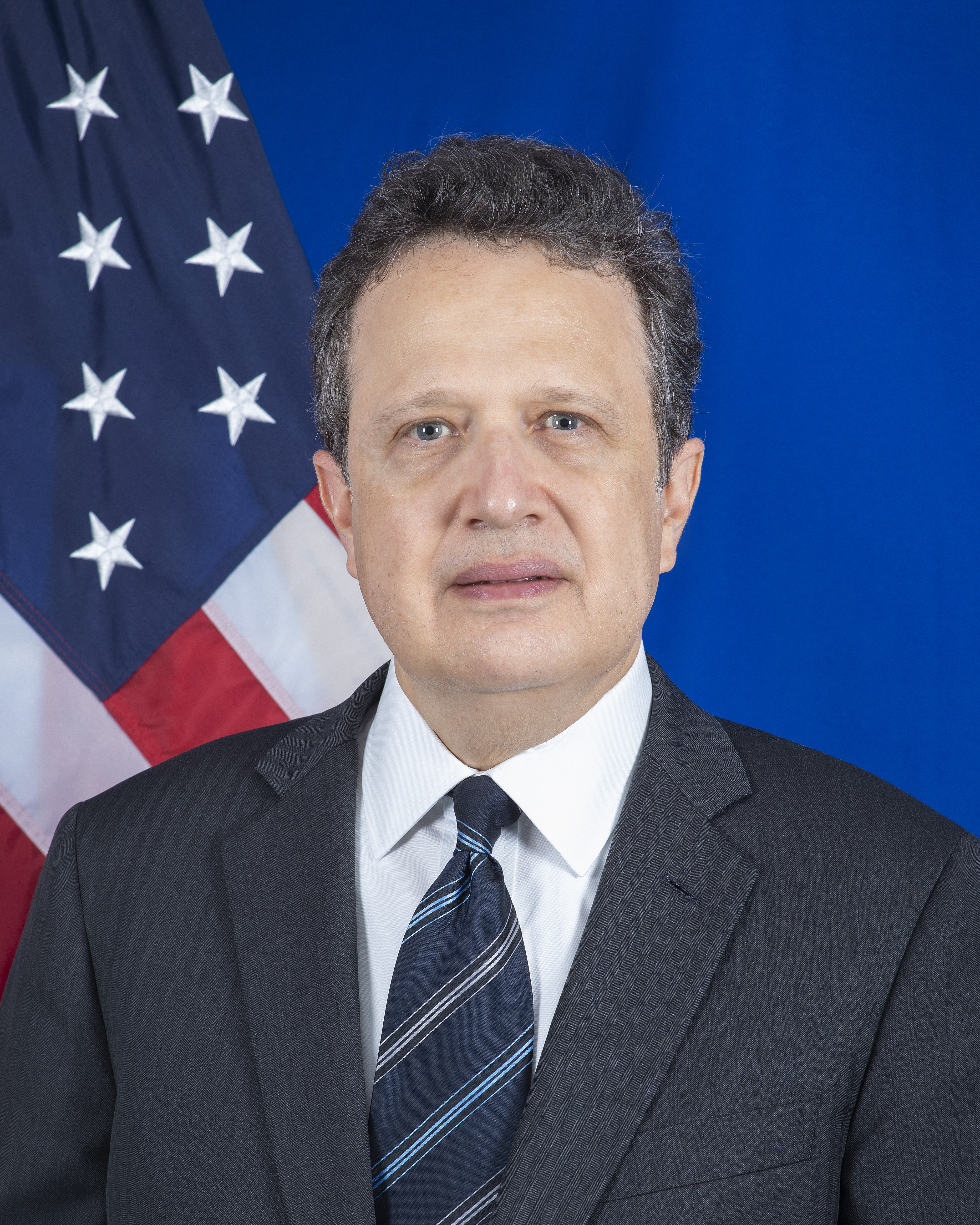
Michael J. Adler ist seit 2022 US-Botschafter im Südsudan.

Die Liste der Botschafter der Vereinigten Staaten im Südsudan bietet einen Überblick über die Leiter der US-amerikanischen diplomatischen Vertretung im Südsudan seit 2011.
Nachdem der Südsudan am 9. Juli 2011 vom Sudan unabhängig wurde, erkannte die Regierung der Vereinigten Staaten den Südsudan an seinem Unabhängigkeitstag an. Am selben Tag wurde das bestehende, bei der Republik Sudan akkreditierte US-Generalkonsulat in der Hauptstadt Juba zur Botschaft aufgewertet. R. Barrie Walkley, der US-Generalkonsul in Juba, wurde bis zur Ernennung eines Botschafters zum Geschäftsträger ernannt. Am 18. August 2011 gab Präsident Barack Obama seine Absicht bekannt, Susan D. Page zur ersten US-Botschafterin im Südsudan zu ernennen. Page war von Oktober 2011 bis Juli 2015 US-Botschafterin im Südsudan.

## Amtsinhaber
| Name                | Beginn der Amtszeit | Ende der Amtszeit  | Anmerkung                                                      |
| ------------------- | ------------------- | ------------------ | -------------------------------------------------------------- |
| R. Barrie Walkley   | 9. Juli 2011        | 19. September 2011 | Kommissarischer Geschäftsträger (Chargé d’Affaires ad interim) |
| Susan D. Page       | 8. Dezember 2011    | 23. August 2014    |                                                                |
| Mary Catherine Phee | 23. Juli 2015       | 22. August 2017    |                                                                |
| Michael K. Morrow   | 22. August 2017     | 4. Juni 2018       | Kommissarischer Geschäftsträger                                |
| Thomas J. Hushek    | 4. Juni 2018        | 17. Juli 2020      |                                                                |
| Jon F. Danilowicz   | 17. Juli 2020       | August 2021        | Kommissarischer Geschäftsträger                                |
| David Renz          | August 2021         | 4. Juni 2022       | Kommissarischer Geschäftsträger                                |
| William Flens       | 4. Juni 2022        | 24. August 2022    | Kommissarischer Geschäftsträger                                |
| Michael J. Adler    | 24. August 2022     | amtierend          |                                                                |